# 周生如故〜この思いが、君に届くなら〜
『周生如故〜この思いが、君に届くなら〜』（しゅうせいじょこ〜このおもいが、きみにとどくなら〜、原題：周生如故、英題：One and Only）は、2021年に動画配信サービスiQIYIにて放送された中国のテレビドラマ。
旧題『長安如故』。墨宝非宝の小説『一生一世美人骨』の古代編を原作とする悲恋時代劇ドラマ。この作品は郭虎が監督を務め、原作者の墨宝非宝が自ら脚本を担当、任嘉倫、白鹿、王星越らが主演を務める。2020年11月26日に横店影視城でクランクインし、2021年1月29日にクランクアップ。2021年8月18日よりiQIYIで配信開始された。

## あらすじ
若くして数々の戦功を立てた南辰王・周生辰（演：任嘉倫）は、生涯を国家に捧げると誓い、厳格で謙虚な人柄を持つ武将。名門・漼家の一人娘で、将来の太子妃として生まれながら定められていた漼時宜（演：白鹿）は、聡明で優しく、天真爛漫な性格の持ち主。
両家は旧知の仲であったため、漼時宜は長輩のすすめで王府に入り、周生辰に弟子入りし第十一弟子となる。日々の暮らしの中で、漼時宜は次第に師である周生辰に恋心を抱くようになる。互いに深い想いを寄せながらも、礼節を重んじ、その感情を胸に秘め続ける二人。
だが、再び戦乱の気配が迫る中、周生辰は出征を決意。一方、漼時宜は家の名誉を背負い、太子との婚姻を進めることになる。戦地で勇敢に戦った周生辰だったが、陰謀に巻き込まれて無実の罪を着せられ、最後の言葉を残して凌遅刑という凄惨な刑で命を落とす。
その報せを聞いた漼時宜は、深い悲しみに沈み、自ら命を絶った。

## キャスト

### メインキャラクター
| 俳優               | 声優 | 役     | 紹介 |
| 任嘉倫             | 辺江 | 周生辰 | 北陳の劉氏王族の血を引くが、母方の叔父である南辰王家を継いだため、姓を「周」に改め、「小南辰王」と称される。南辰王軍を率い、西州に駐屯。皇兄の子・劉徽を帝位につけ、幼くして民を思い、辺境を守るために幾度も出征、無敗の名将として軍功を上げた。だがその栄光がかえって朝廷の権臣・金栄の嫉妬と警戒を招き、生涯妻も子も持たぬと誓う。 しかし清河の名家の娘・漼時宜と出会い、やがて彼女に心を寄せるようになる。後に劉子貞を救うために兵を引いたことが裏目に出て、劉子行と金栄に「謀反を企てた」と誣告され、最期には血で漼時宜に遺書を書き残し、凌遲刑に処せられて刑場で命を落とす。 |
| 何羽宵（少年時代） | 辺江 | 周生辰 | 北陳の劉氏王族の血を引くが、母方の叔父である南辰王家を継いだため、姓を「周」に改め、「小南辰王」と称される。南辰王軍を率い、西州に駐屯。皇兄の子・劉徽を帝位につけ、幼くして民を思い、辺境を守るために幾度も出征、無敗の名将として軍功を上げた。だがその栄光がかえって朝廷の権臣・金栄の嫉妬と警戒を招き、生涯妻も子も持たぬと誓う。 しかし清河の名家の娘・漼時宜と出会い、やがて彼女に心を寄せるようになる。後に劉子貞を救うために兵を引いたことが裏目に出て、劉子行と金栄に「謀反を企てた」と誣告され、最期には血で漼時宜に遺書を書き残し、凌遲刑に処せられて刑場で命を落とす。 |
| 白鹿               | 劉晴 | 漼時宜 | 清河の名門・漼家の一人娘。生まれてすぐに、将来の皇太子の妃として内定されていた。幼少期に父を失ったことから心の病を患い、話せなくなるが、小南辰王が危機に瀕した時、初めて声を発し助ける。その後、王の第十一弟子「十一」として迎え入れられ、西州の南辰王府で静かに暮らしながら王軍の無事を祈り続ける。読書が好きで、穏やかで内向的な性格。 やがて周生辰を愛するようになるが、彼が京城で凌遲刑に処されるとその悲しみは深く、処刑から四日後、自身が劉子行の貴妃として冊封される直前、周生辰からもらった文書を焼き、赤い花嫁衣裳を身にまとい、「姓を漼に戻さない」と決め、「周生辰、私、あなたに嫁ぎに来たわ。来世があるなら、次はあなたが先に私を娶ってくれる？あなたが何も言わなくても、私は『はい』って聞いたと思うわ。」と遺言を残した。 その言葉を胸に、彼が命を落とした刑場を見下ろす城壁から、笑みを浮かべて身を投げ殉死する。後に劉子行は金栄を誅し、彼女に正式な名誉と称号を追贈する。 |
| 琪錡（少女時代）   | 劉晴 | 漼時宜 | 清河の名門・漼家の一人娘。生まれてすぐに、将来の皇太子の妃として内定されていた。幼少期に父を失ったことから心の病を患い、話せなくなるが、小南辰王が危機に瀕した時、初めて声を発し助ける。その後、王の第十一弟子「十一」として迎え入れられ、西州の南辰王府で静かに暮らしながら王軍の無事を祈り続ける。読書が好きで、穏やかで内向的な性格。 やがて周生辰を愛するようになるが、彼が京城で凌遲刑に処されるとその悲しみは深く、処刑から四日後、自身が劉子行の貴妃として冊封される直前、周生辰からもらった文書を焼き、赤い花嫁衣裳を身にまとい、「姓を漼に戻さない」と決め、「周生辰、私、あなたに嫁ぎに来たわ。来世があるなら、次はあなたが先に私を娶ってくれる？あなたが何も言わなくても、私は『はい』って聞いたと思うわ。」と遺言を残した。 その言葉を胸に、彼が命を落とした刑場を見下ろす城壁から、笑みを浮かべて身を投げ殉死する。後に劉子行は金栄を誅し、彼女に正式な名誉と称号を追贈する。 |

### 南辰王府
| 俳優   | 声優   | 役        | 紹介 |
| 傅隽   |        | 謝崇      | 南辰王府の軍師であり、先代皇帝の恩師。かつては周生辰の保護と監視のために側に置かれていたが、先帝の死後、真実を打ち明け、以降は周生辰に兄の遺志を託された師として尊敬される。 妻は高氏皇后の一族で、戚太后の即位後に高氏一族が粛清され、妻も病で世を去る。息子の謝雲を守るため、彼を周生辰の弟子として預け、自らは父親であることを明かさなかった。死後、周生辰が真実を謝雲に伝える。中州に残り幼帝・劉徽を補佐するも、戚真真に狙われ命を落とし、遺体は西州に戻され埋葬された。 |
| 李宜儒 | 賀文瀟 | 宏暁誉    | 周生辰の長弟子で南辰王軍の将軍。しっかり者で弟妹弟子たちをよく世話する。軍の行軍全般を担当。漼風に想いを寄せるが、鳳俏を救うため命を落とす。 |
| 張誠航 | 史澤鯤 | 周天行    | 周生辰の二番目の弟子。軍の行政・人事面を担い、外交にも長ける。穏やかで人当たりのよい性格。戦の敗北により戦死。 |
| 原若航 |        | 謝云      | 周生辰の三番目の弟子。雍城の戦いで負傷し、馬に乗ることができなくなる。実は謝崇の息子。頭脳明晰で、弟子の中でも最も機転が利き、漼時宜の気持ちを最も理解していた。周生辰亡き後はただ一人王府に残り、西州に家族はもういない。 |
| 蘇夢芸 | 曾夢玉 | 鳳俏      | 周生辰の四番目の弟子で、直情的でせっかちな性格。周生辰の死後、悲しみに暮れ、七年後に病没。 |
| 謝鴻鑫 | 李蘭陵 | 謝辰      | 戦災孤児で、目に病を持つ。南辰王府に保護され、軍師の養子となる。占いの才能に優れる。 |
| 周陸啦 |        | 蕭晏/蕭文 | 南蕭の第二皇子。父を南蕭皇帝に殺されたことを知り、剃髪して出家する。その後、南辰王軍に参加。劉徽より鳳陽王に封じられる。周生辰の死後、怨念を捨て、南蕭へ帰国。 |
| 胡博   |        | 甘将軍    | 南辰王麾下の将。豪快な性格で、雍城の戦いで戦死。 |

### 皇族
| 俳優             | 声優     | 役       | 紹介 |
| 王星越           |          | 劉子行   | 広陵王。天子の伴読として育てられ、実質的に太子と認識されていた。漼時宜に強く執着し、皇位奪取のため金栄と結託して周生辰を謀殺、自ら即位し「東凌帝」となる。漼時宜の殉死後、彼女を皇后として追贈するも、自責の念と虚しさから生涯ふさぎ込み、子を持たずに没す。   |
| 羅殿夏           | 張思王之 | 劉徽     | 戚貴嬪（後の太后）所生の北陳の幼帝。先帝の死後即位する。周生辰を皇叔として信頼し、班剣と黄鉞を授けるが、最初は受け取られなかった。その後、漼時宜が師匠となるために西州へ向かう際、彼女に託して再度渡し、ようやく受け取られる。後に戚太后に毒を飲まされて死去。 |
| 李朝平（幼い頃） | 張思王之 | 劉徽     | 戚貴嬪（後の太后）所生の北陳の幼帝。先帝の死後即位する。周生辰を皇叔として信頼し、班剣と黄鉞を授けるが、最初は受け取られなかった。その後、漼時宜が師匠となるために西州へ向かう際、彼女に託して再度渡し、ようやく受け取られる。後に戚太后に毒を飲まされて死去。 |
| 李汀珝           |          | 劉子貞   | 故・臨洮王の子で、劉徽の死後に帝位に就く。周生辰と仲が良い。 |
| 梁愛琪           |          | 戚真真   | 北陳の太后、劉徽の生母。権力欲に取り憑かれ、周生辰に憚り、息子の劉徽を毒殺する。最終的には金栄により江へ突き落とされ死ぬ。 |
| 吳曼思           | 劉曼     | 幸華公主 | 太后が戚氏一族の宗親から選び、名目上の公主として冊封された女性。劉子行に恋心を抱くも、皇命により漼風に嫁ぐこととなる。その後、政略結婚として南蕭に嫁ぎ、結果的に北陳宮中で起きた動乱を避けることとなった。                                                     |
| 郭偉             |          | 劉元     | 劉氏皇族で、周生辰の少年時代からの親友。年月を経て宦官・趙騰と結託し、太后を幽閉して幼帝を操り、朝政を掌握しようと画策するが、最終的に周生辰に捕えられる。 |
| 郭軍             |          | 劉魏     | 劉氏皇族で、北陳の宰相。平陰での祭天（天への供儀）の陰謀に巻き込まれ、命を落とす。 |
| 王瑀             |          | 劉長善   | 叛乱を起こすも失敗し、小南辰王（周生辰）に捕らえられる。その後、楊劭によって救出される。 |
| 潘啓言           |          | 姜嬪     | 劉徽の寵妃で、皇子を身ごもるが、出産時に子を失い、その後自身も命を落とす。 |
| 代斯             | 李詩萌   | 金貞児   | 金嬪。劉徽の妃だが、皇帝からの寵愛は得られなかった。父・太原王と共に劉子行と密かに結託し、皇后の座を狙って暗躍する。 |

### 漼氏
| 俳優   | 声優   | 役     | 紹介 |
| 於洋   |        | 漼広   | 漼家の家主で、漼時宜の伯父。清河郡の漼氏本家・塢水房の一族。三代の皇帝に仕えた重臣・漼太傅でもある。死の間際に、甥・漼風に幸華公主との政略結婚を強く命じた。                                                       |
| 劉威葳 |        | 漼文君 | 漼家の三娘子で、漼時宜の母。のちに漼家の家主を継ぐ。娘・時宜と深い絆を持ち、彼女を宮中に送ったことを後に深く悔やむ。                                                                                               |
| 耿黎明 | 白雪岑 | 漼文姬 | 漼家の四娘子。若き日、亡き南辰王に想いを寄せたが、縁がなかった。小南辰王周生辰に対しても、複雑な感情を抱いていた。                                                                                                 |
| 姚奕辰 | 劉思岑 | 漼風   | 漼広の三男で、時宜の従兄。温厚な性格の持ち主で、「壽陽第一の文官将」として南辰王軍に投じた。宏暁誉に恋心を抱くが、命令で幸華公主と結婚。その後離婚し、周生辰の処刑を受け、漼姓を捨て「周生」と改名し、寿陽で挙兵。 |
| 李槐龍 |        | 漼徵   | 漼氏一族のうち、江南から戻った分家の者。北陳帰還後、中州漼家の資源を狙い、戚太后と劉子行に仕える。 |
| 張樟   |        | 成喜   | 漼時宜の側仕え。機転が利き、細やかな気配りができる侍女。 |

### サブキャラクター
| 俳優   | 声優   | 役     | 紹介 |
| 韓承羽 | 許凱   | 桓愈   | 周生辰の異郷の友人。祖先は「三代帝師、五代王師」を輩出した名家・龍亢桓氏。一家滅亡後、妻と西北へ逃亡するが妻を亡くす。南蕭で再起し、龍亢書院の創設者となり夫子に。周生辰や時宜は彼の再婚を後押し。 |
| 何奕辰 | 盧力峰 | 楊邵   | 雍城の守将。北海王への援軍要請に失敗し、漼時宜に援軍を依頼。南辰王軍とは敵味方の間柄。最終的に金栄を劉子行と共に討つ。                                                                             |
| 馮粒   |        | 平秦王 | 異姓藩王で、周生辰の義兄。豪放磊落な性格。高淮陽を娶った。 |
| 習雪   | 徐暢繁 | 高淮陽 | 故・高太后の姪。若い頃に周生辰に想いを寄せるも、戚真真の策略で出家させられる。後に平秦王と結婚。                                                                                                   |
| 王藝霖 | 錦鯉   | 孟鸞   | 広陵王・劉子行の側仕え宦官。 |
| 王星瀚 |        | 趙騰   | 宦官。野心家で劉元と結託し、太后を幽閉し天子を操ろうとするが、劉子行により討たれる。 |
| 王皓禎 |        | 秦嚴   | 南辰王軍の宏暁誉配下の将軍。中州を守るも戚太后に脅され裏切り、南蕭に逃亡。最終的に宏暁誉により処刑される。                                                                                         |
| 劉泊霄 |        | 金栄   | 契胡人出身の北陳の将軍。太原王として封じられ、北陳軍の実力者。娘・金貞児を皇后にするため劉子行と結託し、周生辰を死に追いやる。最期は劉子行と楊邵により討たれる。                                   |
| 黄続棟 |        | 元武出 | 禁衛軍副統領から禁衛軍統領へと昇進。戚太后失脚後、劉子行に仕え、金栄と共謀して戚真真を溺死させるが、酒に酔った隙に楊邵により殺される。                                                             |

## 受賞
| 年     | 受賞イベント                                          | アワード                                                     | 結果       |
| 2021年 | 中宣部版権管理局                                      | 2021十大年度国家IP                                           | ノミネート |
| 2021年 | 中国国際青年映画展｜第6回金骨朵ネットワーク映像祭     | 優秀ドラマ賞                                                 | ノミネート |
| 2021年 | テレビドラマ「鷹の眼」｜第5回年度鷹の眼匠心ランキング | 匠心ネットドラマトップ10                                     | 受賞       |
| 2021年 | 2021映像口コミランキング｜年度金碑賞                  | 年間好評ドラマTOP4                                           | 受賞       |
| 2021年 | 2021華策グループ                                      | AWARDS 年度革新作品賞                                        | 受賞       |
| 2021年 | 環球時報｜第3回グローバル融合PING計画                 | 「時代の旋律、家族や祖国への思い」テーマ活動ノミネートドラマ | ノミネート |